# Notiosterrha interalbulata
Notiosterrha interalbulata là một loài bướm đêm trong họ Geometridae.